# Abner Vinícius
Abner Vinícius da Silva Santos dit Abner, né le 27 mai 2000 à Presidente Prudente au Brésil, est un footballeur international brésilien qui évolue au poste d'arrière gauche à l’Olympique lyonnais.

## Biographie

### AA Ponte Preta
Né à Presidente Prudente au Brésil et ayant grandi à Pirapozinho, Abner est notamment formé à l'AA Ponte Preta. C'est avec ce club qu'il fait ses débuts en professionnel, alors que le club évolue en deuxième division brésilienne, le 30 avril 2019 contre le Coritiba FC. Son équipe s'incline sur le score de deux buts à zéro ce jour-là. Le 25 mai 2019 il inscrit son premier but en professionnel, lors de la victoire de son équipe en championnat face au Paraná Clube (4-2).

### Atlético Paranaense
Le 19 juillet 2019, Abner s'engage pour cinq ans à l'Atlético Paranaense. Il joue son premier match sous ses nouvelles couleurs le 11 août 2019, lors d'une rencontre de championnat face au Botafogo FR, contre qui son équipe s'incline (2-1). Il inscrit son premier but pour son nouveau club le 17 août 2020 contre le Santos FC. Son but ne peut toutefois pas éviter la défaite des siens (3-1 score final).

### Betis Séville
Le 15 janvier 2023, Abner Vinícius rejoint l'Espagne afin de s'engager en faveur du Betis Séville. Il signe un contrat courant jusqu'en juin 2029 et arrive notamment pour remplacer Álex Moreno, tout juste parti à Aston Villa,.
Abner joue son premier match pour le Betis le 18 janvier 2023, lors d'une rencontre de coupe d'Espagne contre le CA Osasuna. Il entre en jeu à la place de Juan Miranda et son équipe s'incline après une séance de tirs au but.
En une saison et demie avec le Betis Séville, il aura disputé 45 matches dont 29 lors de sa dernière saison.

### Olympique Lyonnais
Abner Vinícius s'engage le 5 juillet 2024 avec l'Olympique lyonnais pour un montant de 8 millions d'euros, pour remplacer numériquement Henrique Silva laissé libre par son club.

### En sélection
En juillet 2021 Abner Vinícius est retenu avec l'équipe olympique du Brésil pour participer aux Jeux olympiques d'été de 2020, qui se tiennent lors de l'été 2021.
Sous les couleurs de l'Olympique lyonnais, Abner devient international brésilien. Il honore sa première sélection le 11 octobre 2024 en étant titulaire pour la victoire 2-1 de la Seleção face au Chili.

## Statistiques détaillées
| Saison                | Club                      | Championnat           | Championnat | Championnat | Championnat | Coupe(s) nationale(s) | Coupe(s) nationale(s) | Coupe(s) nationale(s) | Supercoupe | Supercoupe | Supercoupe | Compétition(s) continentale(s) | Compétition(s) continentale(s) | Compétition(s) continentale(s) | Compétition(s) continentale(s) | Ligue régionale | Ligue régionale | Ligue régionale | Total | Total | Total |
| Saison                | Club                      | Division              | M.          | B.          | P.d.        | M.                    | B.                    | P.d.                  | M.         | B.         | P.d.       | Comp.                          | M.                             | B.                             | P.d.                           | M.              | B.              | P.d.            | M.    | B.    | P.d.  |
| 2019                  | AA Ponte Preta            | Série A               | 9           | 1           | 2           | 4                     | 0                     | 0                     | -          | -          | -          | -                              | -                              | -                              | -                              | -               | -               | -               | 13    | 1     | 2     |
| Sous-total            | Sous-total                | Sous-total            | 9           | 1           | 2           | 4                     | 0                     | 0                     | -          | -          | -          | -                              | -                              | -                              | -                              | -               | -               | -               | 13    | 1     | 2     |
| 2019                  | Club Athletico Paranaense | Série A               | 7           | 0           | 1           | -                     | -                     | -                     | -          | -          | -          | -                              | -                              | -                              | -                              | -               | -               | -               | 7     | 0     | 1     |
| 2020                  | Club Athletico Paranaense | Série A               | 34          | 3           | 3           | 2                     | 0                     | 0                     | 1          | 0          | 0          | CL                             | 3                              | 0                              | 0                              | 7               | 0               | 0               | 47    | 3     | 3     |
| 2021                  | Club Athletico Paranaense | Série A               | 24          | 0           | 3           | 6                     | 0                     | 3                     | -          | -          | -          | CS                             | 11                             | 0                              | 0                              | -               | -               | -               | 41    | 0     | 6     |
| 2022                  | Club Athletico Paranaense | Série A               | 28          | 1           | 2           | 5                     | 0                     | 0                     | -          | -          | -          | CL+RS                          | 12+2                           | 0                              | 2+0                            | 7               | 0               | 2               | 54    | 1     | 6     |
| Sous-total            | Sous-total                | Sous-total            | 93          | 4           | 9           | 13                    | 0                     | 3                     | 1          | 0          | 0          | -                              | 28                             | 0                              | 2                              | 14              | 0               | 2               | 149   | 4     | 16    |
| 2022-2023             | Real Betis Balompié       | LaLiga                | 13          | 0           | 0           | 1                     | 0                     | 0                     | -          | -          | -          | C3                             | 2                              | 0                              | 0                              | -               | -               | -               | 16    | 0     | 0     |
| 2023-2024             | Real Betis Balompié       | LaLiga                | 23          | 0           | 1           | 1                     | 0                     | 0                     | -          | -          | -          | C3                             | 5                              | 0                              | 1                              | -               | -               | -               | 29    | 0     | 2     |
| Sous-total            | Sous-total                | Sous-total            | 36          | 0           | 1           | 2                     | 0                     | 0                     | -          | -          | -          | -                              | 7                              | 0                              | 1                              | -               | -               | -               | 45    | 0     | 2     |
| 2024-2025             | Olympique lyonnais        | Ligue 1               | 19          | 1           | 1           | 2                     | 0                     | 0                     | -          | -          | -          | C3                             | 6                              | 1                              | 0                              | -               | -               | -               | 27    | 2     | 1     |
| 2025-2026             | Olympique lyonnais        | Ligue 1               | 1           | 0           | 0           | -                     | -                     | -                     | -          | -          | -          | -                              | -                              | -                              | -                              | -               | -               | -               | 1     | 0     | 0     |
| Sous-total            | Sous-total                | Sous-total            | 20          | 1           | 1           | 2                     | 0                     | 0                     | -          | -          | -          | -                              | 6                              | 1                              | 0                              | -               | -               | -               | 28    | 2     | 1     |
| Total sur la carrière | Total sur la carrière     | Total sur la carrière | 158         | 6           | 13          | 21                    | 0                     | 3                     | 1          | 0          | 0          | -                              | 41                             | 1                              | 3                              | 14              | 0               | 2               | 235   | 7     | 21    |

### En sélection nationale
| Saison                | Sélection             | Phases finales        | Phases finales | Phases finales | Phases finales | Éliminatoires CDM | Éliminatoires CDM | Éliminatoires CDM | Matchs amicaux | Matchs amicaux | Matchs amicaux | Total | Total | Total |
| Saison                | Sélection             | Compétition           | M              | B              | Pd             | M                 | B                 | Pd                | M              | B              | Pd             | M     | B     | Pd    |
| --------------------- | --------------------- | --------------------- | -------------- | -------------- | -------------- | ----------------- | ----------------- | ----------------- | -------------- | -------------- | -------------- | ----- | ----- | ----- |
| 2024-2025             | Brésil                | -                     | -              | -              | -              | 4                 | 0                 | 0                 | -              | -              | -              | 4     | 0     | 0     |
| Total sur la carrière | Total sur la carrière | Total sur la carrière | -              | -              | -              | 4                 | 0                 | 0                 | -              | -              | -              | 4     | 0     | 0     |

## Palmarès
| CA Paranaense (1) | Brésil olympique (1)                     |
| --- | ---------------------------------------- |
| - Copa Sudamericana - Vainqueur : 2021. - Copa Libertadores - Finaliste : 2022 - Coupe du Brésil - Finaliste : 2021 - Supercoupe du Brésil - Finaliste : 2020 - Recopa Sudamericana - Finaliste : 2022 | - Jeux olympiques - Médaillé d'or : 2021 |